# بلبل عینک‌سفید
بلبل عینک‌سفید (نام علمی: Pycnonotus xanthopygos) گونه‌ای از بلبلان است با طول ۲۰–۲۵ سانتیمتر (۷٫۹–۹٫۸ اینچ) و طول دوسر بال ۲۰–۲۵ سانتیمتر (۷٫۹–۹٫۸ اینچ). این پرندگان در مزارع میوه، باغ‌ها و شهرها زندگی می‌کنند. این رایج‌ترین عضو تیرهٔ بلبلان در اسرائیل و لبنان است. در ترکیه، عمدتاً در منطقه ساحلی مدیترانه یافت می‌شود، اما دامنه پراکندگی آن از پاتارا/گلمیش در نزدیکی کاش در غرب تا تورک اوغلو در شرق امتداد دارد. جمعیت‌های زادآور از مرکز و جنوب ترکیه تا غرب سوریه، لبنان، غرب اردن، اسرائیل، سینا و غرب، مرکز و جنوب عربستان یافت می‌شوند.